# Ptochophyle tristicula
Ptochophyle tristicula är en fjärilsart som beskrevs av Louis Beethoven Prout 1938. Ptochophyle tristicula ingår i släktet Ptochophyle och familjen mätare. Inga underarter finns listade.